# جيش الرب للمقاومة

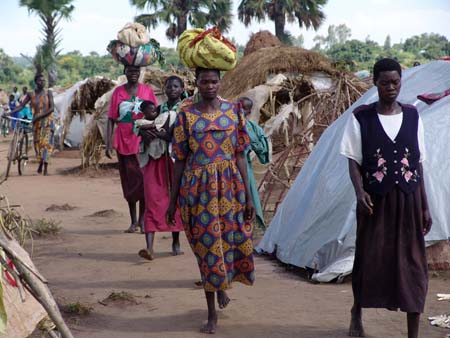
نازحون يبحثون عن ملاذ من جماعة جيش الرب في أوغندا.

جيش الرب للمقاومة هي منظمة إرهابية ومتطرفة مسيحية، تعمل بشكل رئيسي في شمال أوغندا، وتقاتل حكومة تلك الدولة، فيما يشكل أحد أكبر النزاعات المسلحة في إفريقيا. وقائدهم هو جوزيف كوني المتعصب، وهو وسيط روحي يزعم نفسه وينوي إقامة نظام ثيوقراطي قائم على المسيحية والكتاب المقدس. اتهم جيش الرب للمقاومة من قبل جماعات مختلفة تدافع عن حقوق الإنسان بارتكاب انتهاكات جسيمة للقانون الدولي الإنساني، بما في ذلك خطف الناس واستخدام الأطفال كجنود وعدد كبير من المجازر.
تأسس جيش الرب كمعارضة أوغندية من قبائل الأشولي في الثمانينات وبالتحديد عام 1986 على يد جوزيف كوني وهو نفس العام الذي استولى فيه الرئيس يوري موسيفيني على السلطة في كمبالا. واستندت في تحركها على دعاوى بإهمال الحكومات الأوغندية للمناطق الواقعة شمال أوغندا.
وبدأ نشاطه منذ عام 1988 في شمال أوغندا، إلا أن مقاتليها أخذوا بالانتشار في اطراف شمال شرق جمهورية الكونغو الديموقراطية وفي أفريقيا الوسطى وفي جنوب السودان منذ عام 2005.
تشير التقديرات إلى أنه منذ تأسيسه في عام 1987، قام جيش الرب باختطاف ما بين 20 إلى 30 ألف طفل يتم استخدامهم كجنود ورقيق جنس. 2 تم اختطاف حوالي 14000 طفل في منطقتي جولو وكيتجوم ( 4000 في الأخيرة) في شمال البلاد ، وفر حوالي 5000 طفل وتم نقل 2000 إلى معسكرات التدريب في جنوب السودان. 3 من جانبهم، استخدم متمردو القوات الديمقراطية المتحالفة 8000 إلى 10000 طفل كجنود. 3 في عام 1997 كان هناك ما بين 3000 و 5000 طفل في أيدي المتمردين. 3 استخدم الرئيس الحالي للبلاد، يوري موسيفيني، حوالي 3000 طفل جندي في الثمانينيات.
الضحايا الرئيسيون لهذه المجموعة المسلحة هم أكولي، من سكان منطقة أكوليلاند في شمال أوغندا. ومع ذلك ، فإن جيش الرب للمقاومة ينشط في جنوب السودان، باستخدام تكتيكات مماثلة ضد السكان.
تشير التقديرات إلى أن أكثر من 12000 شخص لقوا حتفهم أثناء النزاع، دون احتساب العدد الكبير من الوفيات الناجمة عن الأمراض وسوء التغذية التي تُعزى مباشرة إلى النزاع. أُجبر قرابة مليوني شخص على النزوح من ديارهم كلاجئين. على الرغم من هذه الأرقام ، لم يصدر مجلس الأمن التابع للأمم المتحدة حكماً ضد هذه الجرائم الخطيرة إلا في أبريل / نيسان 2002.
يتعرض ما يقرب من مائتي مقاتل ممن يشكلون جيش الرب للمقاومة حاليًا للاضطهاد والمضايقة من قبل أفراد الجيش الأوغندي ، الذي لم يتمكن على الرغم من جهوده من وضع حد للتمرد. تقدر التكلفة التراكمية للنزاع بـ 1.3 مليار دولار أمريكي ، أي ما يعادل 3 ٪ من الناتج المحلي الإجمالي لأوغندا ، أو حوالي 100 مليون دولار أمريكي سنويًا.
بناء على طلب أوغندا، علم المحامي الأرجنتيني لويس مورينو أوكامبو - المدعي العام للمحكمة الجنائية الدولية - بالشكاوى الخطيرة المتعلقة بانتهاكات القانون الإنساني الدولي. في أكتوبر / تشرين الأول 2005، صدرت أولى مذكرات التفتيش والاعتقال الدولية ضد القادة الرئيسيين في دائرة الطوارئ والإغاثة.

## موقف الولايات المتحدة الأمريكية
اعتباراً من أكتوبر 2011 شرعت قوات أميركية وقوات تابعة لحلف الناتو بإرسال عناصر من قوات المهمات الخاصة إلى أوغندا لكي يتولوا هناك مهمة تنظيم العمليات القتالية ضد متمردي «جيش الرب» بهدف اعتقال أو تصفية زعيم هذه المنظمة جوزيف كوني. يعتبر البعض ان الولايات المتحدة تريد بهذه الطريقة ان تمهد لمد انابيب النفط من جمهورية جنوب السودان عبر كينيا إلى سواحل المحيط الهندي دون المرور بأراضي السودان الشمالي. ويرى المراقبون ان الولايات المتحدة تتخذ من الشعارات النبيلة لمكافحة المتطرفين في أفريقيا ستارا للتغطية على جهودها الرامية إلى توسيع نفوذها في شرق أفريقيا وإزاحة الصين، منافستها الرئيسية في القارة الأفريقية، من هناك.